# Ta' Xbiex
Ta' Xbiex (uitspraak: ta sjbiesj) is een kleine plaats en tevens gemeente in het noordoosten van Malta met 1846 inwoners (november 2005).
De plaatsnaam Ta' Xbiex is ofwel afkomstig van het Maltese woord tbexbix, dat "zonsopkomst" betekent (dit gezien de ligging van de plaats), of van het woord xbiek dat "net" betekent (aangezien het plaatsje ooit een vissersdorp was). Ta' Xbiex werd officieel een zelfstandige parochie in 1969; de kerk van het dorp is gewijd aan Johannes van het Kruis.
De jaarlijkse festa ter ere van deze heilige wordt gehouden op de zondag voorafgaand aan 25 november.